# Torneo a eliminazione diretta

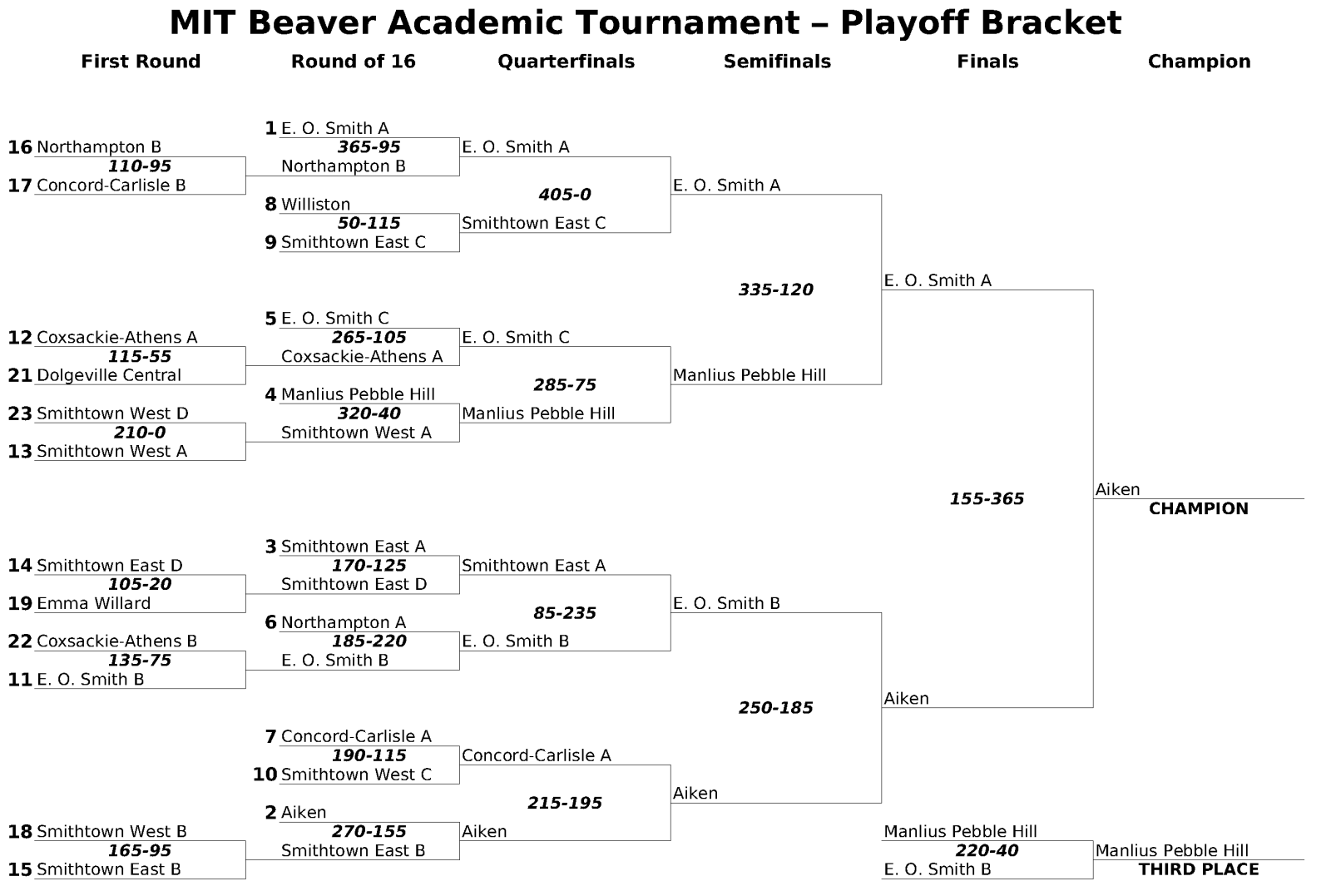
Esempio di torneo a eliminazione diretta

Il torneo a eliminazione diretta è una categoria di torneo in cui il partecipante che perde un incontro viene immediatamente eliminato dalla competizione.
Si compone di vari turni in base al numero iniziale di partecipanti (siano essi atleti o squadre): al completamento di ogni turno, un determinato numero di partecipanti è eliminato fintanto che l'unico partecipante rimasto si aggiudica la vittoria finale. Esistono tuttavia "tornei con recupero" in cui un partecipante rimane in corsa per la vittoria sino a che non abbia riportato due sconfitte: ciò avviene, per esempio, in sport come beach volley, lotta olimpica, judo e karate. È talvolta prevista una finale per il terzo e quarto posto ("finalina" o "finale di consolazione") in cui si affrontano i partecipanti eliminati nelle semifinali.
In vari sport, la fase a eliminazione diretta segue una fase preliminare (di qualificazione) in cui i partecipanti sono divisi in gironi (gruppi): in alcuni sport di squadra, i play-off – "coda" seguente la stagione regolare – sono strutturati ad eliminazione diretta e il tabellone degli incontri è subordinato all'esito della stagione regolare.
Tra le discipline che prevedono tornei ad eliminazione diretta vi sono calcio, pallacanestro, pallavolo e tennis.
Veniva utilizzato sin dall’epoca di Giulio Cesare.

## Formato
Tale sistema è aritmeticamente perfetto quando il numero di partecipanti è una potenza di due: il numero di partecipanti viene, infatti, dimezzato al completamento di ogni turno. Quando il numero di partecipanti non è una potenza di due, sono disputati turni preliminari o alcuni partecipanti sono direttamente ammessi ai turni successivi (bye).
La vittoria nella finale per il 3º posto equivale alla conquista della medaglia di bronzo ai giochi olimpici: sono, talvolta, disputate anche le finali per determinare i piazzamenti dal 5º all'8º posto.
I turni possono venire disputati in gara secca oppure in un doppio confronto (andata/ritorno). Il regolamento prevede criteri atti a risolvere eventuali situazioni di parità: tra questi vi sono il tie-break, lo spareggio, la ripetizione, i tempi supplementari, i tiri di rigore, la regola dei gol fuori casa e la differenza reti.
Esistono anche turni organizzati su più partite, solitamente in numero dispari: per la vittoria, è necessario aggiudicarsi almeno la metà degli incontri (formato tipico, per esempio, del NBA Finals).

### Fasi
I turni di un torneo a eliminazione diretta sono così denominati:
- Sessantaquattresimi di finale: vi partecipano 128 concorrenti, previsti nei tabelloni tennistici e di altri sport ad alto numero di partecipanti, come ad esempio nei tornei del Grande Slam, dove costituiscono il primo turno del tabellone principale (qualificazioni escluse).[7]
- Trentaduesimi di finale: vi partecipano 64 concorrenti e sono previsti solitamente nel tennis e in alcune competizioni ad elevato numero di partecipanti. Nei grandi tornei di tennis, con un tabellone principale solitamente costituito da 128 giocatori, viene spesso chiamato "secondo turno"
- Sedicesimi di finale: vi partecipano 32 concorrenti e i vincitori accedono agli ottavi di finale. Come gli ottavi, rappresentano spesso il primo turno di una competizione che prevede una fase iniziale a gruppi o eliminatorie (es. UEFA Europa League).
- Ottavi di finale: vi partecipano 16 squadre e le vincitrici accedono ai quarti di finale. In alcuni casi, come nel campionato mondiale di calcio e nella UEFA Champions League, rappresentano il primo turno a eliminazione diretta, dopo la fase iniziale a gironi.
- Quarti di finale: terz'ultimo atto di un torneo, vi partecipano otto squadre o concorrenti e i vincitori accedono alle semifinali.[8]
- Semifinale: penultimo turno di un torneo, precede la finalissima e segue i quarti di finale: i partecipanti alle semifinali (semifinalisti) sono quattro, accoppiati tra loro. Gli atleti o le squadre che vincono la semifinale accedono alla finale, mentre per gli altri due può essere prevista una "finalina" (o "finale di consolazione").
- Finale ("finalissima"): è l'incontro conclusivo di un torneo tra gli ultimi due concorrenti o squadre rimaste in gara. Il vincitore di tale incontro si aggiudica il torneo e, contestualmente, il titolo di campione.